# 夏恩·卡爾
夏恩·卡爾·巴特勒（Shay Carl Butler，1980年3月5日—）較廣為人知的是其化名夏恩·卡爾（Shay Carl），是美國的一位播客和作家。他擁有三個YouTube頻道，其中兩個的訂閱量超過300萬。福布斯雜誌將卡爾成為YouTube上最成功的視頻娛樂人之一。截止2016年8月，其主頻道「SHAYTARDS」有473萬訂閱者。

## 外部連結
- 官方网站
- YouTube上的shaycarl頻道
- YouTube上的SHAYTARDS頻道
- 夏恩·卡爾在互联网电影资料库（IMDb）上的資料（英文）